# Calamaria buchi
Calamaria buchi este o specie de șerpi din genul Calamaria, familia Colubridae, descrisă de George Marx și Inger 1955.
Este endemică în Vietnam. Conform Catalogue of Life specia Calamaria buchi nu are subspecii cunoscute.